# 埃里希·昂纳克
埃里希·恩斯特·保罗·昂纳克（IPA：[ˈeːʁɪç ˈhɔnɛkɐ]，1912年8月25日—1994年5月29日），民主德国政治人物，曾經擔任德國統一社會黨總書記和東德國務委員會主席。兩德統一以後，他首先逃亡到蘇聯。隨著蘇聯解體，俄羅斯聯邦新政府將其引渡回德國。因其在冷戰期間的所作所為，特別是指使士兵槍殺試圖逃離的192位東德人，昂纳克被指控濫權和叛國等罪行，隨即因身患癌症而獲釋，不久後在智利逝世，終年81歲。

## 早年

### 童年和青年
埃里希·昂纳克的父亲威廉·昂纳克（1881年－1969年）是名矿工，在1905年与卡洛琳·凱瑟琳娜·魏登霍夫（1883年－1963年）结婚。婚后他们育有6个子女：凱瑟琳（凱瑟）（1906年－1925年）、威廉（威利）（1907年－1944年，在匈牙利逝世）、芙烈達（1909年－1974年）、埃里希、格特魯德（1917年－2010年）和卡爾-羅伯特（1923年－1947年）。埃里希·昂纳克于1912年8月25日在诺因基兴（今属萨尔州）的馬克思-百靈街的家里出生，但是不久以后他的全家就搬到了现在诺因基兴管辖的維貝爾斯基興市。
埃里希·昂纳克是社会主义青年组织青年斯巴达克同盟的成员。1926年，他加入了德国青年共产主义联盟，1929年，他成为了该联合会地方的领导人。1928年-1930年，埃里希·昂纳克从事于屋顶装修帮工的工作，并开始了屋顶装修的学习，但是他并没有完成。

### 政治生涯开始和反抗纳粹党
1930年，18岁的埃里希·昂纳克加入了德国共产党。他的政治教父奥图·尼伯格是后来的德国共产党国会议员。1930年到1931年，埃里希·昂纳克在莫斯科国际列宁学校学习。回国后他担任了德国社会主义青年联合会萨尔地区的领导人。从1933年开始德国共产党的工作在德国只能在地下进行。不过当时萨尔地区还不属于德国管辖，埃里希·昂纳克曾在德国被短暂关押，很快就被释放。
1934年，埃里希·昂纳克来到萨尔州发起了反对并入納粹德國的运动。由于1935年1月13日德国的全民公决结果的失败，埃里希·昂纳克流亡到法国。8月，埃里希·昂纳克化名回到柏林。在反抗活动中埃里希·昂纳克和德国共产党干部赫伯特·韋納（战后加入了社会民主党）并肩工作，1935年12月，埃里希·昂纳克被盖世太保拘捕，一批关于昂纳克在二战时期经历的秘密档案显示遭受审讯期间，他未能像外界普遍相信的那样严守秘密，很可能“出卖”了其他同志。不仅如此，他还托自己的父亲向纳粹求情，为此表示将“放弃共产主义信仰”。直到1937年埃里希·昂纳克被以调查名义被关押在柏林莫阿比特的监狱。同年，埃里希·昂纳克被宣判入重刑监狱监禁10年，因此直到1945年3月6日他被关押在勃兰登堡-戈登监狱。

### 战后
在被重刑监狱释放后，埃里希·昂纳克1946年作为自由德国青年联盟的创始人和主席直到1955年5月27日。他组织了从1950年开始的在柏林举办的三次德国青年聚会，同时他在第一次德国青年聚会举行的一个月后被吸收进入德国统一社会党中央委员会。1956年埃里希·昂纳克在莫斯科培训停留期间亲身经历了苏联共产党第二十次党代会赫鲁晓夫关于去除斯大林主义的讲演。
埃里希·昂纳克是1961年8月建造柏林墙的决策者和组织者之一。

### 家庭生活
1947年到1953年，埃里希·昂纳克和他的第二任妻子自由德国青年联盟干部伊迪絲·鮑曼，兩人育有一女艾瑞卡（1950年—）。1952年12月，和他的第三任妻子瑪格特·費斯特（两人于1953年结婚），兩人育有一女索尼婭。

## 東德領導人

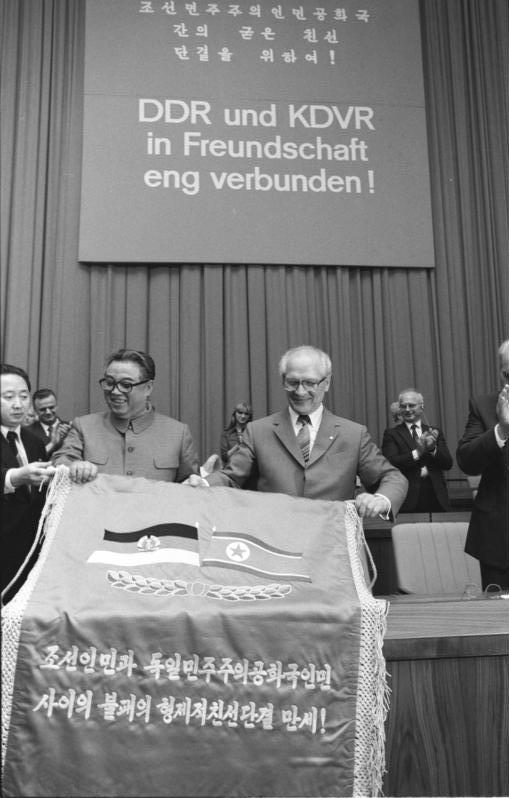
1984年6月，昂纳克接见来访的朝鲜领导人、朝鲜劳动党总书记金日成

伴随着烏布利希的经济政治理论退出中央政治，埃里希·昂纳克的社会政治理论取而代之。埃里希·昂纳克宣称他的理论是統一经济政治和社会政治。在得到苏联领导人布里茲涅夫的支持后，埃里希·昂纳克于1971年5月3日作为瓦爾特·烏布利希的继任者，当选为德国统一社会党中央委员会第一书记，随后在1976年当选为德国统一社会党总书记。埃里希·昂纳克从1976年10月29日同时担任民主德国国务委员会主席（作为维利·斯多夫的继任者）。埃里希·昂纳克的私人幕僚是曾從事记者专业的法蘭克·約阿希姆·赫曼，他的长期秘书是艾莉·凱爾姆。
埃里希·昂纳克执政期间的主要外交成绩是：与联邦德国达成了两德基础条约、参加了在赫尔辛基举行的欧洲安全与合作委员会谈判和联合国接受東德成为会员国。
另外埃里希·昂纳克于1981年5月访问日本期间被日本东京日本大学授予名誉博士头衔。埃里希·昂纳克于1982年12月31日在萬德利茨社區侥幸逃脱泥瓦工保罗·埃斯令的刺杀，在該次行弒中，埃里希·昂纳克的汽车侧面被撞坏。埃里希·昂纳克于1985年被国际奥委会授予奥林匹克金质勋章。
在文化艺术领域中，埃里希·昂纳克試圖勾画出了自由和谐的趋势。但同時他也通过规章取消藝文人士的国籍（如沃尔夫·比尔曼)，以及利用史塔西（国家安全机构）镇压国内反对派。
在经济政策方面，埃里希·昂纳克加紧推动国家和中央集权经济。在严峻的经济状况下，民主德国不得不从联邦德国接受上亿的信用贷款，使基本的生活水平得以维持。
1987年9月7日，埃里希·昂纳克出访了联邦德国，在波恩受到了联邦总理科尔的隆重接待。在访问联邦德国期间他走访了杜塞尔多夫、乌博塔、埃森、特立尔和拜仁州，同时在9月10日还走访了他在萨尔州的出生地。这次出访其实早在1983年就已经计划，但是一直受到苏联领导人的阻挠。1988年1月，埃里希·昂纳克對法国巴黎国事访问。埃里希·昂纳克的最大的、卻是最终未能实现的目标是正式訪問美国，为此他在民主德国结束的最后一年改善了和犹太人战争委员会的关系，作为开启之门。
1988年底，他提出“民主德国色彩的社会主义”概念。
埃里希·昂纳克几乎得到了德意志民主共和国所有的重要荣誉勋章，其中包括卡尔·马克思勋章、一等祖国荣誉勋章、劳动英雄、劳动红旗和苏联最高荣誉勋章列宁勋章。

## 1989年以後

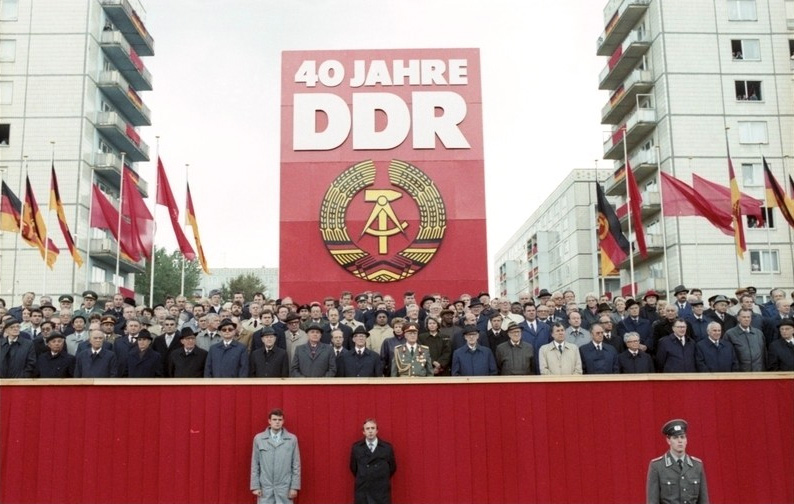
昂纳克和苏联领导人戈尔巴乔夫出席庆祝民主德国成立40周年的纪念活动

1989年10月6日至7日，昂纳克和苏联共产党总书记戈尔巴乔夫出席庆祝民主德国成立40周年的纪念活动，在这次活动上几百名自由德国青年成员在行进到主席台前时出人意料地齐呼：“戈比，帮帮我们！戈比，救救我们！”（“戈比”为戈尔巴乔夫的昵称。）1989年10月17日，埃里希·昂纳克召集了所有政治局委员，包括反对他的君特·米塔格和埃里希·梅尔克召开政治局会议，在这次会议上梅尔克宣称，埃里希·昂纳克必须对大部分民主德国的弊端的形成负责，梅尔克甚至威胁说：“如果埃里希·昂纳克不辞职，他将给出让埃里希·昂纳克名声扫地的消息。”次日，埃里希·昂纳克被迫以「健康因素」為由正式辞职。
1989年12月3日，埃里希·昂纳克被德国统一社会党开除黨籍。1989年11月，民主德国最高法院展开了针对埃里希·昂纳克滥用职权和叛国罪的调查，他为此被关押，一天后又被释放。接下来埃里希·昂纳克和他的妻子暂时寄居在基督教牧师烏韋·霍爾默在洛貝塔爾的家。之后埃里希·昂纳克夫妇在苏军駐貝利茲療養院居住，直到1991年3月13日他们夫妇飞往莫斯科。在八一九事件后，掌權的俄罗斯总统叶利钦不再保护以前的盟友，因此埃里希·昂纳克流亡到智利駐俄羅斯大使馆，当时民主德国在萨尔瓦多·阿连德政府倒台之后收留了大量智利政治流亡者。据埃里希·昂纳克妻子瑪格特的回忆，朝鲜民主主义人民共和国和阿拉伯叙利亚共和国也都曾邀请过埃里希·何內克。
由于德国的逮捕令，埃里希·昂纳克于1992年7月29日被遣返回德国。尽管他患有肝癌，但是由于他对两德边界的逃亡者开枪射击的命令，还是对他在法庭上进行了审判。为埃里希·昂纳克辩护的是东柏林律师弗里德里希·沃爾夫。1992年，他在獄中加入了新组建的德國共產黨。尽管有许多東德受害者的反对，但是由于埃里希·昂纳克的健康状况，对他的审判没有最终结束，而是于1993年由柏林宪法法院搁置。
1993年1月13日，埃里希·昂纳克飞往智利，与他的女儿索尼婭、智利女婿利奧·亞內茲和外孙羅貝托团聚。1994年5月29日，患有肝癌的埃里希·昂纳克在智利圣地亚哥逝世，终年81岁。其遺體於圣地亚哥中央公墓火化，骨灰盒由其遺屬留存。

## 個人生活
瑪格特·費斯特於1953年與昂纳克成為夫婦，直至昂纳克逝世。兩人育有一女桑尼婭。費斯特同時也是東德的國家教育部長（1963年—1989年）。

## 荣誉
- 德意志民主共和国英雄（1982年，1987年）
- 劳动英雄（1962年）
- 卡尔·马克思勋章（五次：1969年，1972年，1977年，1982年，1985年）
- 苏联英雄（1982年）
- 列宁勋章（三次：1972年，1982年，1987年）
- 十月革命勋章（1977年）
- 克莱门特·哥特瓦尔德勋章（1982年9月2日）[5]

## 外部連結
- CNN 昂纳克的介紹 （英文）
- 昂纳克的網頁 （德文）